# New Love
New Love é o vigésimo primeiro álbum de estúdio da dupla japonesa de rock B'z . Foi lançado em 29 de maio de 2019, cerca de um ano e meio após o álbum anterior, Dinosaur . É o primeiro álbum do B'z a não ter um single, embora clipes tenham sido produzidos para "Tsuwamono, Hashiru", "Wolf" e "Majestic".
O álbum estreou no topo da parada de álbuns semanais da Oricon e também na parada de álbuns da Billboard Japan .
O álbum vem em três edições: uma edição de CD padrão, uma edição de vinil e uma caixa de edição limitada com o CD e uma camiseta com a capa do álbum.
"Wolf" foi usado como tema de encerramento do programa de TV japonês Suits. "Majestic" foi usado em um comercial da Pocky e "Tsuwamono, Hashiru" foi usado em comerciais da Lipovitan em apoio à seleção japonesa de rugby.

## Faixas
Todas as letras escritas por Koshi Inaba, todas as músicas compostas por Tak Matsumoto.
| N.º            | Título                                                           | Duração |  |
| 1.             | "マイニューラブ (Mai Nyū Rabu)" (Meu Novo Amor)                  | 3:19    |  |
| 2.             | "兵、走る (Tsuwamono, Hashiru)" (Soldado, Corra)                 | 4:14    |  |
| 3.             | "Wolf" (Lobo)                                                    | 3:51    |  |
| 4.             | "デウス (Deusu)" (Deus)                                          | 4:13    |  |
| 5.             | "マジェスティック (Majesutikku)" (Majestoso)                     | 4:14    |  |
| 6.             | "Mr. Armour" (Sr. Amor)                                          | 3:23    |  |
| 7.             | "Da La Da Da"                                                    | 4:46    |  |
| 8.             | "恋鴉 (Koi Karasu)" (Corvo do Amor)                              | 3:35    |  |
| 9.             | "Rain & Dream" (Chuva e Sonho)                                   | 6:20    |  |
| 10.            | "俺よカルマを生きろ (Ore yo Karma wo Ikiro)" (Vivendo Meu Karma) | 4:00    |  |
| 11.            | "ゴールデンルーキー (Gōruden Rūkī)" (Novato de Ouro)             | 4:48    |  |
| 12.            | "Sick" (Doente)                                                  | 4:05    |  |
| 13.            | "トワニワカク (Towa ni Wakaku)" (Para Sempre Jovem)              | 4:18    |  |
| Duração total: | Duração total:                                                   | 55:16   |  |

## Créditos
B'z
- Koshi Inaba - vocais, harpa de blues em "Rain & Dream"
- Tak Matsumoto - guitarras

Músicos adicionais
- Joe Perry - guitarra em "Rain & Dream"
- Yukihide "YT" Takiyama - vocais de apoio em "Deus" e "Majestic"
- Sam Pomanti - vocais de apoio em "Mr. Armor"
- Brian Tichy - bateria nas faixas 1, 4, 6-8, 10-13
- Shane Gaalaas - bateria em "Tsuwamono, Hashiru"
- Tomu Tamada - bateria em "Wolf" e "Majestic"
- Brittany Maccarello - bateria em "Rain & Dream" e "Golden Rookie"
- Mohini Dey - baixo nas faixas 1, 4, 8, 12, 13
- Barry Sparks - baixo em "Tsuwamono, Hashiru"
- Seiji Kameda - baixo em "Wolf" e "Majestic"
- Robert DeLeo - baixo nas faixas 6, 7, 9-11
- Jeff Babko - teclados nas faixas 3, 4, 8-12
- Lenny Castro - percussão nas faixas 1, 4, 6, 8, 11, 12
- Andy Wolf - saxofone em "Wolf"
- Azusa Tojo - trombone
- Kenichiro Naka - trompete em "Wolf"
- Mika Hashimoto com Lime Ladies Orchestra - cordas em "Da La Da Da"

Produção
- Yukihide "YT" Takiyama - arranjo
- Hideyuki Teraji - direção vocal nas faixas 1, 4, 6-13, arranjo de cordas em "Da La Da Da"

## Recepção comercial

### Paradas
| Parada (2019)                     | Maior colocação |
| --------------------------------- | --------------- |
| Japanese Albums (Oricon)          | 1               |
| Japanese Albums (Billboard Japan) | 1               |

| Parada (2019)                     | Posição |
| --------------------------------- | ------- |
| Japanese Albums (Oricon)          | 9       |
| Japanese Albums (Billboard Japan) | 8       |

### Certificações
| País  | Provedor | Certificação |
| ----- | -------- | ------------ |
| Japão | RIAJ     | Platina      |